# フーゴ・ベルクマン

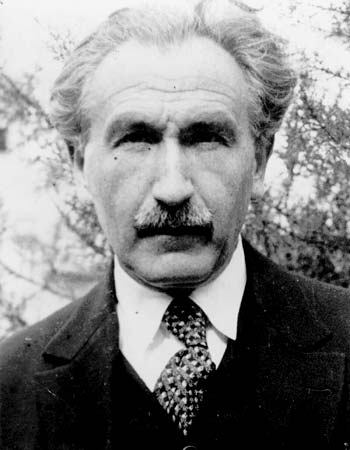
シュムーエル・フーゴ・ベルクマン(1939年)

シュムーエル・フーゴ・ベルクマン（Samuel Hugo Bergman(n), (Schmuel) Hugo Bergman(n), 1883年12月25日 - 1975年6月18日）は、イスラエルの哲学者。
プラハ出身。ベルリンで哲学と歴史を学び同級生だったフランツ・カフカなどと交わりながら、マルティン・ブーバーやフランツ・ブレンターノに影響を受ける。その後、シオニズム運動に参加して、パレスチナに建設予定のユダヤ系大学のために資料収集や資金調達に従事。この間、ルドルフ・シュタイナーの社会三層化論をヘブライ語に翻訳し紹介した。
ヘブライ大学開学後には1928年に教授に就任、哲学を講じ学長も務めた。1954年と1974年、イスラエル賞受賞。

## 文献
- Miriam Sambursky: Zionist und Philosoph. Das Habilitierungsproblem des jungen Hugo Bergmann. Bulletin des Leo Baeck Instituts 58
- Miriam Sambursky (Hrsg.): Schmuel Hugo Bergmann: Tagebücher und Briefe. Band 1: 1901-1948.
- Dieter Wiechmann: Der Traum vom Frieden: das bi-nationale Konzept des Brith-Schalom zur Lösung des jüdisch-arabischen Konfliktes in der Zeit von 1925-1933, 1998, ISBN 3-87920-416-0